# Провинчале III (Авелино)
Провинчале III је насеље у Италији у округу Авелино, региону Кампанија.
Према процени из 2011. у насељу је живело 80 становника. Насеље се налази на надморској висини од 331 м.